# Nikola Jovanović (basketballer, 1994)
Nikola Jovanović (Servisch: Никола Јовановић) (Belgrado, 6 januari 1994) is een Servisch basketballer.

## Carrière
Jovanović speelde in de jeugd van KK Crvena zvezda en KK Partizan voordat hij in 2012 naar de Verenigde Staten trok. Hij speelde er eerst High School en daarna collegebasketbal voor de USC Trojans. In 2016 werd hij niet gekozen in de NBA draft maar speelde voor zowel de Los Angeles Lakers als de Detroit Pistons in de NBA Summer League. Hij tekende in september een contract bij de Detroit Pistons en speelde een oefenwedstrijd voor het seizoen maar in oktober werd zijn contract ontbonden. Hij tekende daarna eind oktober een contract bij de Grand Rapids Drive in de NBA G League. Op 2 maart 2017 werd hij geruild naar de Westchester Knicks voor een draftpick. In de zomer van 2017 speelde hij in de NBA Summer League voor de Chicago Bulls.
Voor het seizoen 2017/18 tekende hij bij KK Crvena zvezda. Hij werd het seizoen erop uitgeleend aan de Italiaanse eersteklasser Aquila Basket Trento. Het seizoen erop speelde hij opnieuw voor KK Crvena zvezda. Voor het seizoen 2020/21 tekende hij een contract bij het Bosnische KK Igokea waar hij een seizoen speelde. 2021 tekende hij een contract bij het Russische BK Nizjni Novgorod maar verliet de club na zes wedstrijden. Voor het seizoen 2022/23 keerde hij terug naar Nizjni Novgorod. In maart 2023 tekende hij bij BC Oostende als vervanger van de uitgeleende Jesse Waleson en werd met Oostende Belgisch landskampioen.
In oktober 2023 tekende hij bij de Antwerp Giants als vervanger van de geblesseerde Asbjørn Midtgaard. Hij won aan het einde van het seizoen BNXT League Sixth Man of the Year en BNXT League Dream Team. In de zomer van 2024 verliet hij de Giants en tekende in de Mexicaanse competitie bij Halcones de Xalapa.
In 2015 nam hij met de Servische ploeg deel aan de Universiade. In 2019 speelde hij een kwalificatiewedstrijd voor de Servische nationale ploeg.

## Privéleven
Zijn vader Ljubiša Jovanović was ook een profbasketballer.

## Erelijst
- Servisch landskampioen: 2018
- Bosnisch bekerwinnaar: 2021
- Belgisch landskampioen: 2023
- BNXT League Sixth Man of the Year: 2024
- BNXT League Dream Team: 2024